# Pile au lithium
 (septembre 2012).
Si vous disposez d'ouvrages ou d'articles de référence ou si vous connaissez des sites web de qualité traitant du thème abordé ici, merci de compléter l'article en donnant les références utiles à sa vérifiabilité et en les liant à la section « Notes et références ».
Ne doit pas être confondu avec Accumulateur lithium.

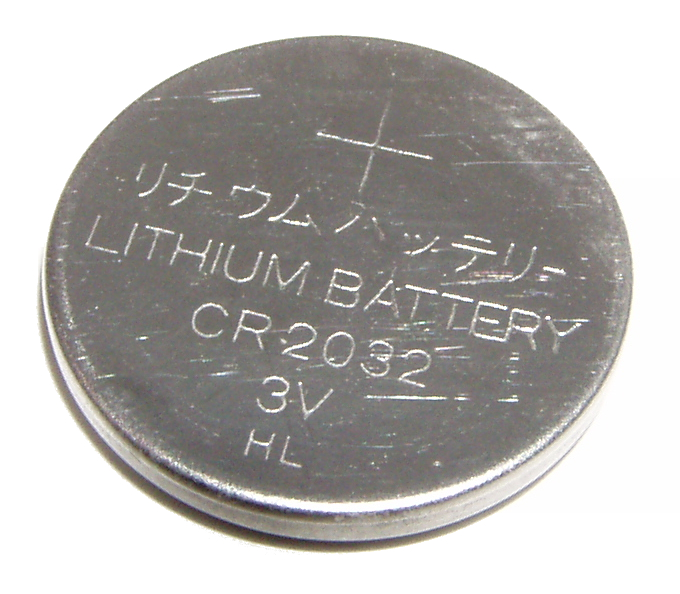
Pile au lithium (Li-MnO_{2}) CR2032 (3 V).

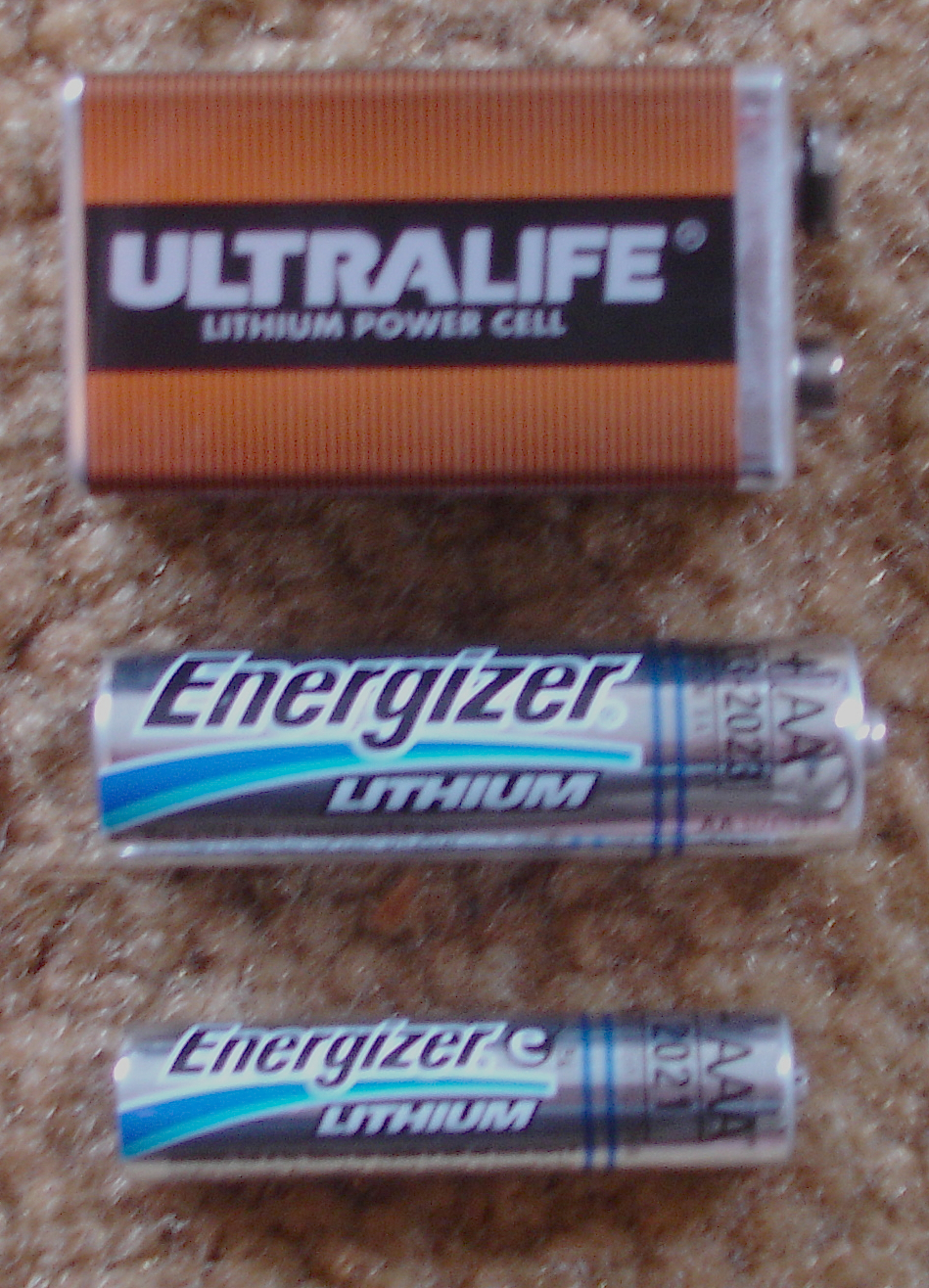
Piles au lithium à différents formats standards.

Les piles au lithium sont des piles primaires dont l'anode est en lithium ou en composé de lithium.
Elles ne sont pas rechargeables, contrairement aux accumulateurs lithium-ion. 
En fonction de leur conception et des matériaux utilisés, leur tension délivrée varie de 1,5 à 3,6 V, soit plus du double de celle délivrée par les piles salines et alcalines. Elles sont utilisées dans un certain nombre d'appareils électroniques et répandues dans l'industrie. Elles sont de plus en plus remplacées par les accumulateurs lithium-ion.
Le couple le plus couramment utilisé est le couple lithium-dioxyde de manganèse (Li-MnO2), utilisé dans les piles boutons et photos largement disponibles pour le grand public, le couple lithium-chlorure de thionyle (Li-SOCl2) étant réservé aux usages professionnels. À part les piles boutons et photos (format spécifique), on trouve également, dans la distribution pour le grand public, les formats classiques (AA, AAA) avec une technologie lithium-disulfure de fer (Li-FeS2). Les piles au lithium de ce type ont une durée de vie plus longue que les piles alcalines dans certains cas (les flashes, les appareils photos numériques), mais leur durée de vie est beaucoup moins longue que celle des accumulateurs lithium-ion (ou NiMH) qui sont réutilisables plusieurs centaines de fois.

## Description
Le terme « pile au lithium » désigne en fait une famille de différents systèmes chimiques, comprenant notamment de nombreux types d'anodes et d'électrolytes.

### Principe
Pour les piles basées sur le couple lithium-chlorure de thionyle : 
à l'anode, le lithium (Li) s'oxyde en ions lithium (Li+) selon l'équation {\displaystyle {\rm {Li=Li^{+}+e^{-}}}}
à la cathode, c'est une réduction faisant intervenir le chlorure de thionyle (SOCl2) qui se produit, selon {\displaystyle {\rm {2SOCl_{2}+4e^{-}=4Cl^{-}+SO_{2}+S}}}
Les électrons libérés d'un côté et consommés de l'autre circulent pour donner un courant électrique.
Soit une équation globale : {\displaystyle {\rm {2SOCl_{2}+4Li\Rightarrow 4Li^{+}+4Cl^{-}+SO_{2}+S}}}
La pile s'arrête de fonctionner dès que le lithium ou le réactif de cathode (ici le chlorure de thionyle) est entièrement consommé.

### Avantages et inconvénients
L'inconvénient majeur de toutes les piles primaires au lithium est qu'elles ne fournissent qu'un seul cycle de décharge. Elles sont donc à éviter, comme toutes les autres piles primaires, suivant les recommandations de l'Agence de l'environnement et de la maîtrise de l'énergie (ADEME). De plus, leur capacité est faible (225 mAh pour le modèle CR2032), et elles sont relativement chères.
Ces piles sont adaptées aux applications nécessitant un courant plutôt faible où une longue durée de vie est indispensable, tels que les systèmes d'alarme sans fil par exemple.
La pile au lithium a une bonne résistance aux températures extrêmes : « La pile lithium - Les points forts : des températures de fonctionnement allant de −40 à +60 °C. Cet argument n’est pas négligeable par grand froid d’autant que les piles alcalines commencent à déclarer forfait aux alentours de −10 °C. »

## Applications

### Industrie
Les piles au lithium-chlorure de thionyle ont une densité énergétique importante. Dans celles-ci, un mélange liquide de chlorure de thionyle et de tétrachloroaluminate de lithium jouent respectivement les rôles de la cathode et de l'électrolyte. Un matériau poreux en carbone sert d'électrode positive (la cathode) et reçoit les électrons du circuit extérieur. Les piles au chlorure de lithium-thionyle ne sont généralement pas vendues aux consommateurs, par contre elles sont utilisées dans les milieux commerciaux et industriels, ou installées dans des appareils pour lesquels le changement de piles n'est pas effectué par le consommateur lui-même.

### Domestique
Le type de cellule de piles au lithium le plus couramment utilisé pour la vente aux particuliers utilise du lithium métallique comme anode et du dioxyde de manganèse comme cathode, avec un sel de lithium dissous dans un solvant organique.

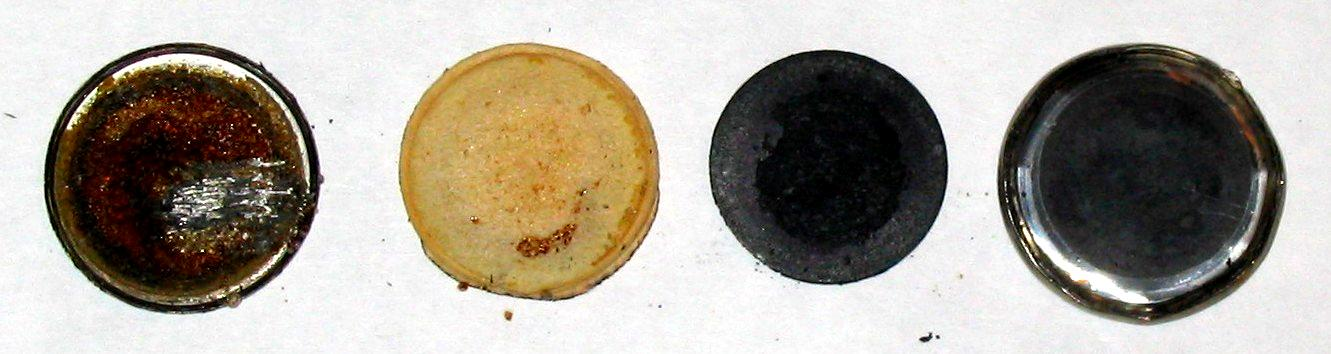
Pile CR2016 (lithium manganèse) démontée. De gauche à droite :
1. Côté anode (à l'envers), recouvert de lithium ;
2. Séparateur, fine couche de matériau poreux imbibé d'électrolyte : du sel de lithium dans un solvant organique ;
3. Plaquette de dioxyde de manganèse (MnO_{2}) ;
4. Côté cathode, avec collecteur de courant (en carbone) sur son dessous et un joint sur le bord interne, endommagé par l'ouverture.

## Sécurité et législation

Signal de sécurité « Tenir hors de portée des enfants » comme exigé par la NF EN IEC 60086-4 sur les piles bouton au lithium d'un diamètre supérieur à 20 mm.

Les piles bouton présentent des dangers particuliers notamment pour les enfants et les animaux domestiques, en raison de leur petite taille, et de la présence éventuelle de mercure. Leur ingestion peut être cause d'intoxication grave, voire mortelle. Par conséquent, des mesures spéciales sont exigées contre l'ingestion des piles bouton au lithium au-delà d'un certain diamètre, comme un emballage à l'épreuve des enfants et une mise en garde contre l’ingestion dans la forme du signal de sécurité « Tenir hors de portée des enfants ».
Ces piles sont soumises à des restrictions quant au transport, en avion notamment, restrictions devenues plus sévères depuis janvier 2009. En fonction de la quantité de lithium primaire contenue, les piles devront être placées en bagage cabine, isolées pour éviter tout court-circuit, ou seront interdites. En effet, selon la FAA, si un incendie est provoqué en présence d'une quantité importante de batteries ou piles au lithium, les systèmes d'extinction actuels ne sont pas conçus pour stopper les flammes.